# Hydrotaea houghi
Hydrotaea houghi är en tvåvingeart som beskrevs av Malloch 1916. Hydrotaea houghi ingår i släktet Hydrotaea och familjen husflugor. Inga underarter finns listade i Catalogue of Life.